# 莱茵兰地区朗根费尔德
莱茵兰地区朗根费尔德（德語：Langenfeld (Rheinland)），通称朗根费尔德（德語：Langenfeld，發音：[ˈlaŋənˌfɛlt] ⓘ），是德国北莱茵-威斯特法伦州杜塞尔多夫行政区梅特曼县的城市，面积41.15平方千米，2023年12月31日人口为59,908人。

## 友好城市
莱茵兰地区朗根费尔德与以下城市结为友好城市：
- 愛爾蘭 伊尼斯
- 波蘭 戈斯蒂寧
- 義大利 蒙塔莱
- 法國 桑利斯